# Il fanciullo del West
Il fanciullo del West è un film del 1942 diretto da Giorgio Ferroni ed è la prima parodia western prodotta in Italia. Il titolo della pellicola richiama palesemente quello dell'opera lirica pucciana La fanciulla del West.

## Trama
Stati Uniti. In un piccolo paese del Far West, a causa di una forte rivalità tra due famiglie, gli scontri, le aggressioni e le sparatorie sono all'ordine del giorno. Si inserisce in questa controversia, un medico condotto, che riuscirà a sconfiggere il capo della banda locale, a riconciliare le famiglie e a sposare la sua amata.

## Distribuzione
Il film venne distribuito nelle sale cinematografiche italiane il 24 dicembre 1942 con il visto censura n. 31824 del 12.12.42.

## Accoglienza

### Critica
- Giuseppe De Santis su Cinema del 10 febbraio 1943 scrisse: Pregi inventivi sono diffusi qua e là in tutto il film, prontezza di battute, particolari spesso spassosi, come quello della macchina inventata dai banditi per far saltare in aria Macario.
- In un articolo dedicato alla recensione del film apparso su un quotidiano (ai tempi della sua proiezione nelle sale) si legge: l'ineffabile interprete dell'idiozia allo stato puro è questa volta protagonista di un film parodistico. Macario il fanciullo del west ha messo in burletta i film americani delle praterie, delle pistolettate, degli assalti alla diligenza e condito il manicaretto con la fine salsa piccante allo strabuzzamento d'occhi e alla barzelletta, sempre tanto gradita ai suoi infiniti ammiratori.[2]
- Secondo Masolino D'Amico nel Fanciullo del West di Giorgio Ferroni (da lui considerato il migliore dei film di Macario prima del 1945) abbiamo il capostipite delle parodie del western realizzato, per di più, con una cura formale inconsueta.[3]